# Alliberament Canac Socialista
Alliberament Canac Socialista (francès Libération kanake socialiste, LKS) és un partit polític de Nova Caledònia d'inspiració marxista i independentista, però que no forma part del FLNKS. El seu líder indiscutible és Nidoïsh Naisseline i actualment només obté suport a Maré (Illes Loyauté).

## Història
Fou creat el maig de 1981 com a escissió del Partit per l'Alliberament Canac (Palika) dins el Front Independentista (FI). El seu cap fou Nidoïsh Naisseline, un líder independentista i marxista històric fundador del grup Foulards Rouges, que havien servit com a base per al naixement el 1975 del Palika. Era contrari a la participació en les eleccions legislatives franceses de 1981 i acusà al Front Independentista de subordinar-se al Partit Socialista. També criticà la decisió de no donar suport al candidat d'Unió Caledoniana Rock Pidjot en la circumscripció de l'est, perquè el consideraven massa moderat.
Es presentà contr el suputat sortint, però fou derrotat pel candidat del RPCR Henri Wetta. Quan el FLNKS va substituir el Front Independentista el 24 de setembre de 1984, LKS va refusar de formar-ne part perquè no acceptava la idea d'una ruptura total amb les pràctiques institucionals. El LKS serà l'únic partit independentista que no va boicotejar les eleccions legislatives franceses de 1986 i la llista encapçalada per Gabriel Païta només va obtenir, però, el 8,9% dels vots, i participà en la signatura dels Acords de Matignon de 1988 amb un representant separat del FLNKS.
A partir dels anys 1990 el partit es va moderar. Com a única força independentista fora del FLNKS, proposà una marxa cap a la independència més democràtica i d'oposició sistemàtica al Front. Aquesta estratègia el va conduir a fer una aliança amb Simon Loueckhote (RPCR) a les Illes Loyauté el 1995, cosa que li va permetre, juntament amb el suport del Front per al Desenvolupament de les Illes Loyauté (FDIL), detenir el càrrec de president de l'Assemblea de les Illes Loyauté de 1995 a 1999. El 1996 va defensar la idea d'una independència associada amb França, moderant forá el seu discurs, i el 1997 va crear amb el FDIL i alguns dissidents del FLNKS (Léopold Jorédié, François Burck, Raphaël Mapou) un Comité de Coordinació de la Independència (CCI), que va entaular negociacions amb el RPCR sobre el futur de l'illa mentre el FLNKS es negà d'entrada a discutir la qüestió mentre no se solucionés el problema de la mineria.
A les eleccions provincials de Nova Caledònia de 1999 LKS era totalment estancat i presenta dues llistes (a la província del Nord i les Illes Loyauté), que va obtenir només dos escons de 14 a les Illes el 14 i cap al Nord. La coalició amb el RPCR, a més dels dos diputats del FCCI, no fou suficient per a poder desbancar els 6 escons d'Unió Caledoniana i els 2 de Palika. Durant el mandat, Nidoïsh Naisseline fou l'únic diputat del grup al Congrés de Nova Caledònia. A les eleccions municipals de 2001 va mantenir el pacte amb RPCR i el FCCI i presentaren una llista única Ceini Node Sese, que va obtenir 22 regidors de 29 a Maré i li permeté Basiel Citra (LKS) ser nomenat alcalde, desplaçant al FLNKS.
Pel que fa a l'Acord de Nouméa, tot i que li va donar suport, també fou un dels primers partits que proposà substituir el govern col·legial per un executiu, compost a partir d'una majoria política fixa al Congrés de Nova Caledònia, la renegociació dels acords incloent aquest cop representants de la societat civil, i substituir el Senat Tradicional per una instància de representació que tractés directament amb l'Estat. També donà suport actiu a la proposta de congelament del cens electoral.

## Darrers esdeveniments
Des de l'establiment de l'Avenir ensemble, el LKS se li ha apropat de tal manera que donà suport la seva llista a les eleccions provincials de Nova Caledònia de 2004 a la Província del Sud (un dels membres de LKS, Christiane Gambey és també membre d'Avenir ensemble). Però això no canvià la situació del partit. Va prsentar dues llistes (a les Illes i el Nord), que van obtenir dos escons a les Illes i cap al Nord, i un membre al Congrés de Nova Caledònia (Nidoïsh Naisseline) que vota tradicionalment amb Avenir ensemble.
El 10 de maig de 2009, durant les eleccions provincials de Nova Caledònia de 2009, el LKS es va presentar només a les Illes sota el nom de "Dinàmica autòctona o distribució de la terra" i va rebre 1.852 vots, 2 escons a l'Assemblea Provincial i un al Congrés (Naisseline).